# Hematiet
Hematiet is een mineraal dat vooral uit ferri-oxidekristallen ijzer(III)oxide Fe2O3 bestaat, een van de ijzeroxiden. De naam komt van het Oudgriekse αἷμα, haima, dat bloed betekent.
Het komt naast andere variëteiten voor als het rode bloedsteen.

## Geschiedenis
De winning van hematiet is een van vroegste mijnbouwactiviteiten van de mensheid: het poedervormige mineraal werd aangetroffen in ongeveer 80.000 jaar oude graven. Zowel op het Griekse eiland Thasos als bij de plaatsen Rydno in Polen en Lovas in Hongarije, zijn groeven uit het paleolithicum bekend, maar ook in Duitsland zijn sporen van prehistorische mijnbouw van vergelijkbare omvang gevonden. Die sporen zijn bij Bad Sulzburg en in het Münsterdal gevonden, komen uit de tijd van omstreeks 5.000 voor Christus en zijn aan de bandkeramische cultuur aan de Bovenrijn toe te schrijven. Het voorkomen van ijzerglans was van de Etrusken op het eiland Elba al bekend.

## Pigment
Hematiet bestaat in zuivere toestand voor 70% uit ijzer en is daarmee het belangrijkste ijzererts. Door het op hoge temperatuur met koolstof te laten reageren wordt ijzer gewonnen.
Hematiet wordt als middel gebruikt om mee te polijsten en vanwege de hoge reflectie lange tijd om er spiegel mee te maken.
De rode kleur en het feit dat hematiet niet giftig is, maken het mineraal zeer geschikt als pigment. Het werd al in de steentijd gebruikt voor rotstekeningen en voor lichaamsbeschilderingen. Een voorbeeld van een hematiet pigment is sinopia, dat tot in de renaissance werd gebruikt. Kunstenaars gebruiken geperste stiften van hematiet voor tekeningen en schetsen. Zulke stiften zijn zacht en kleuren goed. Rode bolus, een sterk kleihoudende hematietsoort, wordt veel gebruikt als grondlaag bij vergulden.
Als pigment is hematiet geschikt voor het beschilderen van keramiek en het verven van draden voor tapijten.

## Eigenschappen
Het heeft een grijszwarte tot zwarte ijzerglans en ijzerglimmer. De streep of streepkleur, de kleur die het mineraal afgeeft bij wrijven over een ongeglazuurd porseleinen schaaltje, is meestal bloedrood, het ontleent daaraan de naam hematiet. Het mineraal kan sporen van magnesium, mangaan en titaan bevatten. Het mineraal heeft een hardheid tussen 5 en 6.

## Voorkomen
Hematiet komt zowel voor als gangmineraal als in sedimentaire lagen. Het is vaak de oorzaak van roodkleuring van veel gesteenten. Andere ijzerertsen komen vaak samen met hematiet voor zoals magnetiet, limoniet en sideriet.
Het mineraal komt wereldwijd voor, in Europa in Duitsland onder andere in het gebied van de Lahn, een zijrivier van de Rijn, waar 's werelds grootste concentratie van ijzerertsen is, in de Eifel, de Harz en in het Thüringerwoud. Verder in Engeland in Cumberland en North-Lancashire, in België in Vezin en Namen, op het Italiaanse eiland Elba en in Spanje. In Afrika is Algerije een noemenswaardige producent en in de Verenigde Staten van Amerika wordt het gevonden bij het Upper Lake en bij de Missouri. De grond van Bell Island in Canada bevat ook een grote hematietconcentraties. Daar vond van 1895 tot 1966 grootschalige ijzerertsontginning plaats. Meer dan de helft van de wereldproductie komt tegenwoordig uit China, Brazilië en Australië.
Daarnaast komt het mineraal ook in hoge concentratie voor op het oppervlak van de planeet Mars. Dit zorgt voor de typische oranjerode kleur van de 'Rode Planeet'.

## Types hematiet
- Oligist gekristalliseerd in romboëders
- Speculariet bestaat uit aggregaten van hematietkristallen met een glad spiegelend oppervlak.
- Gewoon rood hematiet komt in vezelige, aardachtige of compacte massa's voor.
- Oolietisch rood hematiet bestaat uit kleine samengeklonterde bolletjes.
- Martiet is een magnetiet in pseudomorfose omgezet naar hematiet.[2]

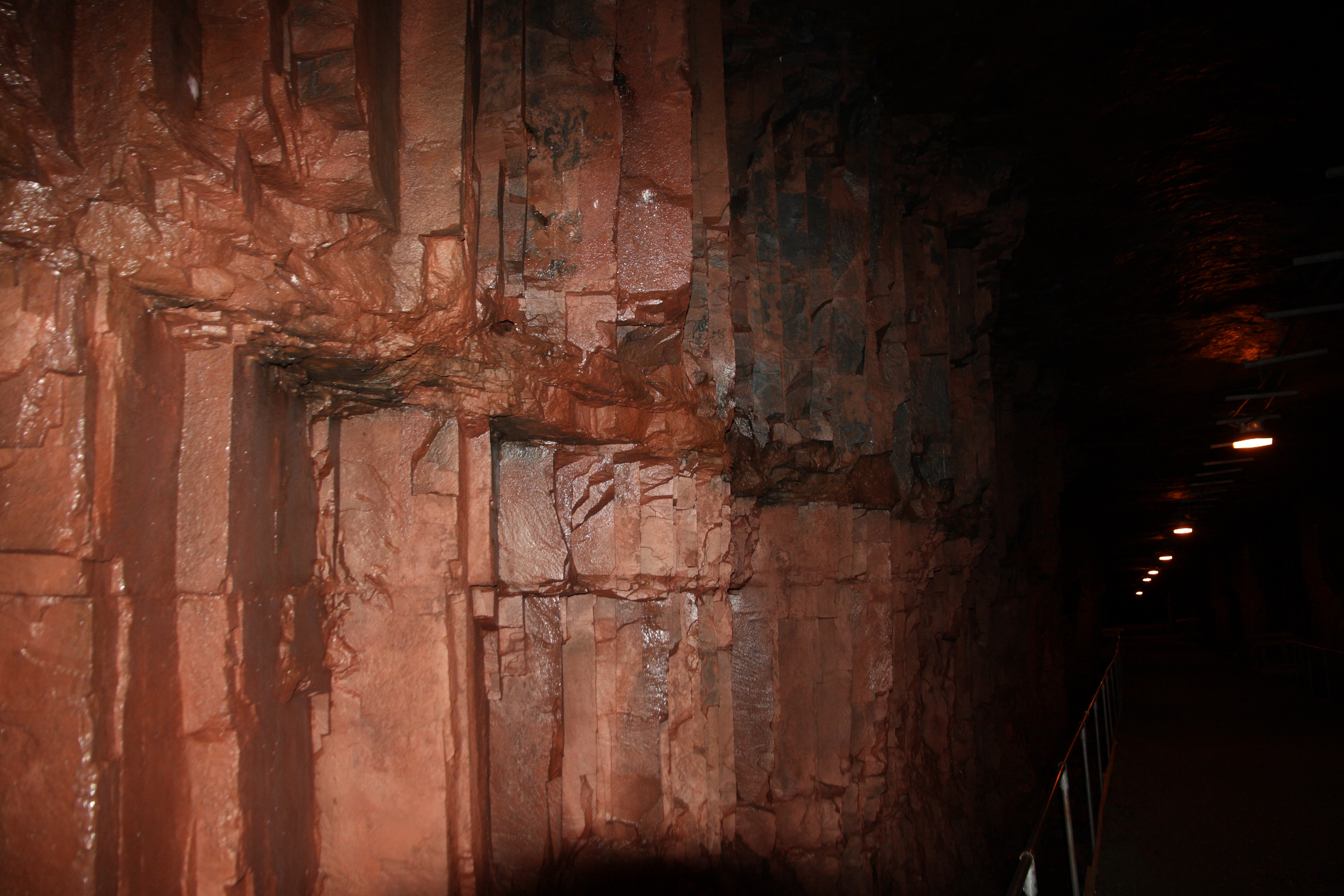
Oölitisch hematietgesteente in de mijnen van Bell Island
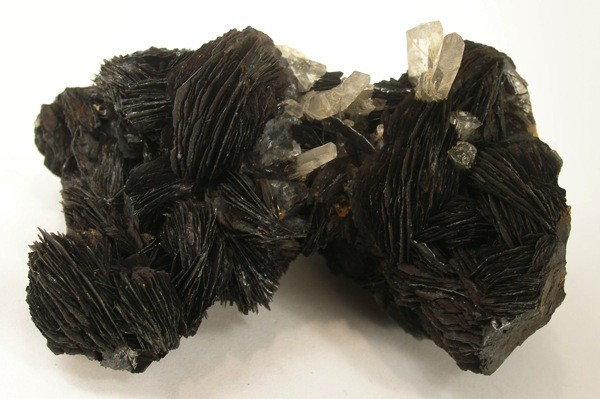
Hematiet en Quartz
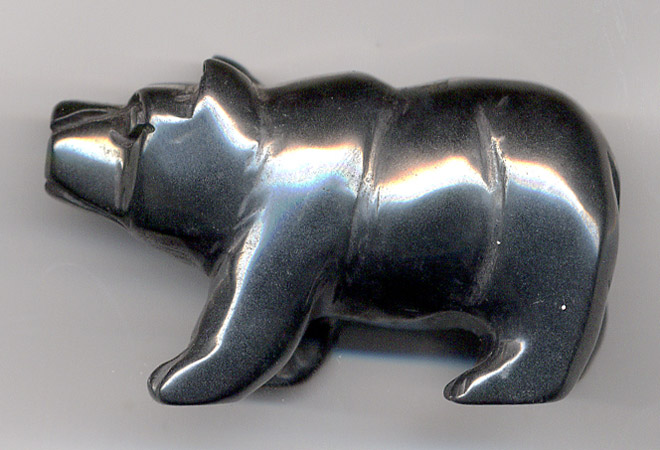
Hematietbeer